# Френі Шнайдер
Ферена (Френі) Шнайдер (нім. Verena (Vreni) Schneider) — швейцарська гірськолижниця, триразова олімпійська чемпіонка, олімпійська медалістка, триразова чемпіонка світу та призерка чемпіонатів світу, найтитулованіша зі швейцарських гірськолижниць.
Шнайдер народилася в родині шевця. Коли вона була ще підліткою, її мати померла від раку, і на плечі Френі лягли турботи за родину, тому лижі й школу довелося відкласти. На етапах кубка світу Шнайдер дебютувала в 20 років. Загалом вона виграла 55 етапів (34 в слаломі, 20 в гігантському слаломі й один в гірськолижній комбінації). За кількістю перемог вона поступається тільки Лінзі Вонн та Аннемарі Мозер-Прелль. Вона тричі вигравала кубок світу в загальному заліку, 5 разів — у гігантському слаломі, 6 разів у слаломі.
Олімпійською чемпіонкою Шнайдер стала на Олімпіаді 1988 року в Калгарі, звідки привезла дві золоті медалі (за перемоги в слаломі та гігантському слаломі). На Олімпіаді 1992 року в Альбервілі Шнайдер була прапороносицею команди Швейцарії, але медалей не здобула, а на Ліллегаммерській олімпіаді 1994 року, вона здобула три медалі (золото в слаломі, срібло в комбінації та бронзу в гігантському слаломі).
У сезоні 1998-99 років Шнайдер мала рекордні 14 перемог. Це на 1 більше, ніж спромігся Інгемар Стенмарк. У 1995 році спортсменка завершила активні виступи, й тепер тренує в місцевій школі гірськолижного спорту й сноубордингу та тримає крамничку спортивних товарів.

## Зовнішні посилання
- Досьє на сайті Міжнародної федерації лижних видів спорту

## Виноски
1. ↑  Енциклопедія Брокгауз
2. ↑  Johnson, William Oscar (27 січня 1988). Smooth as Clockwork. Sports Illustrated. Процитовано 10 березня 2016.